# Tanuki.pl
Tanuki.pl – czasopismo elektroniczne poświęcone japońskiemu komiksowi i filmowi animowanemu.

## Historia
Czasopismo elektroniczne Tanuki.pl rozpoczęło działalność w 2004 roku, jako serwis hobbystyczny Wszechbiblia, składający się ze strony poświęconej recenzjom anime (Wszechbiblia Anime), strony poświęconej anime Slayers: Magiczni wojownicy, oekaki oraz forum dyskusyjnego. Oficjalne otwarcie Wszechbiblii Anime, zawierającej wówczas blisko 200 recenzji, miało miejsce 6 listopada 2004 roku W pierwszej połowie 2005 roku została podjęta decyzja o oddzieleniu Wszechbiblii Anime oraz Forum Wszechbiblii od pozostałej części wortalu. Wiązała się z tym zmiana nazwy: 1 czerwca 2005 roku w użycie weszła nazwa Tanuki.pl.
W październiku 2005 roku uruchomiony został dział Tanuki-Czytelnia, obejmujący zarówno twórczość fanowską (fanfiki), jak i utwory w pełni oryginalne. Wiosną 2008 roku dział ten został poszerzony o artykuły i wywiady z polskimi twórcami komiksu. Natomiast w sierpniu 2006 roku miało miejsce otwarcie działu Tanuki-Manga, publikującego przede wszystkim recenzje mang, ale także recenzje dōjinshi, manhw oraz komiksów internetowych.
Na początku roku 2008 wortal Tanuki.pl, został zarejestrowany przez Bibliotekę Narodową jako czasopismo elektroniczne i otrzymał numer ISSN. Obecnie jest to największa polska witryna, zarówno w tematyce mangi i anime, jak i fanfiction, a przez czytelników Anime.com.pl została także uznana za najpopularniejszą stronę recenzencką. 4 marca 2008 roku ukazał się tysięczny numer Tanuki.pl.
W listopadzie 2009 roku wortal rozbudowany został o część społecznościową.

## Stałe działy
- Tanuki-Anime – recenzje anime[7], filmów aktorskich zrealizowanych na podstawie mang i anime oraz wydań polskich tychże.
- Tanuki-Czytelnia – fanfiction, oryginalna twórczość literacka, tłumaczenia, artykuły i wywiady.
- Tanuki-Manga – recenzje komiksów japońskich[7] i polskich (dōjinshi) oraz wydań polskich.